# فتح‌الله فتح‌الله‌یف
فتح‌الله فتح‌الله‌یف (روسی: Фатхулло Дастамович Фатхуллоев؛ زادهٔ ۲۴ مارس ۱۹۹۰) بازیکن فوتبال اهل تاجیکستان است.
از باشگاه‌هایی که در آن بازی کرده‌است می‌توان به باشگاه فوتبال استقلال دوشنبه و باشگاه فوتبال دینامو دوشنبه اشاره کرد.
وی همچنین در تیم‌های ملی فوتبال زیر ۱۷ سال، زیر ۲۳ سال و بزرگسالان تاجیکستان بازی کرده‌است.